# Tout le monde n'a pas eu la chance d'avoir des parents communistes
Tout le monde n'a pas eu la chance d'avoir des parents communistes (tj. Ne každý měl štěstí na komunistické rodiče) je francouzský hraný film z roku 1993, který režíroval Jean-Jacques Zilbermann.

## Děj
V roce 1958 právě probíhají přípravy na referendum o přijetí ústavy nové Páté republiky. Irène, komunistická aktivistka, kterou Rudá armáda zachránila v koncentračním táboře, když byla mladá, je vdaná za Bernarda, gaullistického obchodníka. Rozdílné politické názory podkopávají jejich vztah, čemuž přihlíží jejich syn a Irènin bratr Charlot, který často sestru navštěvuje. V tomto historickém okamžiku přijíždí do Francie sbor Alexandrovců, což Irène umožní setkat se s veterány bitvy u Stalingradu pod žárlivým pohledem jejího manžela. Irène je rozhodnutá udělat vše pro to, aby Bernarda přesvědčila, aby v referendu hlasoval proti ústavě.

## Obsazení
| Josiane Balasko     | Irène           |
| Maurice Bénichou    | Bernard         |
| Catherine Hiegel    | Régine          |
| Jean-François Dérec | strýc Charlot   |
| Victor Nieznanov    | Ivan            |
| Alexandre Piskariov | Boris           |
| Alexis Maslov       | Sacha           |
| Jérémy Davis        | malý Léon       |
| Christine Dejoux    | Jeannette       |
| Jacques Herlin      | Choumerski      |
| André Oumansky      | bratranec Isaac |
| Patrick Burgel      | konkurent       |